# Poritia nigritia
Poritia nigritia är en fjärilsart som beskrevs av Hans Fruhstorfer 1912. Poritia nigritia ingår i släktet Poritia och familjen juvelvingar. Inga underarter finns listade i Catalogue of Life.